# Мали Принос
Мали Принос (Микрос Принос) је насељено место на острву  Тасос у периферији Источна Македонија и Тракија, Грчка. Према попису из 2021. године било је 23 становника.
Мали Принос је на попису из 1913. године имало 349 становника. После Другог светског рата становништво се масовно иселило у новоизграђено насеље Принос, тако је 1951. године било 10 мештана.